# Троицкое (Шарьинский район)
Тро́ицкое — село в Шарьинском районе Костромской области России. Административный центр Троицкого сельского поселения

## География
Расположено на берегу реки Ветлуга.

## История
Погост Троицкий впервые упоминается в 1616 году, как центр Троицкого стана (одного из четырёх станов Поветлужья):

Стан Троицкий а в нем погост на реке на Ветлуге а на погосте церковь живоначальныя Троицы древянна клецки да церковь теплая древянна ж с трапезой Ильи пророка а церковные образа и ризы и книги и сосуды и все церковное строение приходных людей а колокола попа Карпа да на церковной земле двор попа Карпа Мартянова да двор пономаря Власки Иванова да 4 келии нищих а питаются от церкви Божии да деревня Медведка да починок Городище да починок Курганов да деревня Филатиха

В 1627 году церковь в селе сгорела от удара молнии.
В 1659 году в селе имелся кабак и тюрьма. Также известно, что в то время рядом с погостом стояло сельцо с барской усадьбой, к которому относились деревни Троицкого стана: Колесила (Котяшино), Медведки, Онохино, Игнащково, Буторино, Кузнечиха, Вердиха, Бутаково, Загатино, Козованиха. Само село описывалось следующим образом:

Село Троицкое на реке на Ветлуге а в селе место церковное, что был храм живоначальной Троицы, а в 1627 г. этот храм от молниева посещения сгорел и остались той церкви образа и образ местной живоначальной Троицы на золоте да Николы Чудотворца да Макария, на золоте ж, а всего 13 образов да на погосте ж стоит теплый во имя пророка Илии храм и все строение мирское да 4 колокола да в селе двор вотченикова а в нем живет дворник Ромка Нелидов да место дворовое что был кабацкий двор да место что была тюрьма

В XVII веке село вместе со всей троицкой вотчиной было подарено царём Михаилом Фёдоровичем воеводе Фёдору Шереметеву, который дал её как приданое своей дочери Евдокии, когда она выходила замуж за князя Никиту Одоевского. С этого времени село стало называться Троицкое-Одоевское.
Уже в то время село славилось торговлей рогожами и щепным товаром. В 1643 году крестьянин села Парфен Проскурников брал подряды на поставку вина в кабаки Холмогор, которое он доставлял туда по Ветлуге, затем по волоку у деревни Куданги и далее по реке Юг и Северной Двине. Известен факт что при перегрузке на волоке у него украли шесть бочек водки, о чём он жаловался царю Михаилу Федоровичу.
В 1726 году деревянная Троицкая церковь была перестроена.
Одоевским село принадлежало до 1800 года, когда в качестве приданого дочери генерал-поручика Ивана Ивановича Одоевского Варвары перешло к Сергею Степановичу Ланскому — костромскому губернатору, а позже министру внутренних дел. Согласно другим источникам, этот брак состоялся в 1825 году.
В селе находилось правление Гагаринской волости, поэтому иногда можно встретить ещё одно название села — Троицкое-Гагаринское.
В 1817 году на месте деревянной Троицкой церкви в селе была построена каменная Воскресенская церковь.
Согласно Спискам населенных мест Российской империи в 1872 году село Троицко-Одоевское относилось к 2 стану Ветлужского уезда Костромской губернии. В нём числилось 7 дворов, проживало 33 мужчины и 43 женщины. В селе находилось правление Гагаринской волости, имелись две православных церкви, училище, дважды в год проводились ярмарки.
Согласно переписи населения 1897 года в селе проживало 68 человек (31 мужчина и 37 женщин).
Согласно Списку населенных мест Костромской губернии в 1907 году село относилось к Гагаринской волости Ветлужского уезда Костромской губернии. По сведениям волостного правления за 1907 год в селе числилось 13 крестьянских дворов и 60 жителей. В селе имелась школа.

## Население
| 2008 | 2010 | 2014 | 2024 |
| ---- | ---- | ---- | ---- |
| 311  | ↘295 | ↘285 | ↘157 |